# Dmde
DMDE (DM Disk Editor and Data Recovery Software) — программа для поиска, редактирования и восстановления информации на жёстких дисках, RAID-массивах, flash-накопителях. Осуществляет поиск удаленных файлов, восстановление информации с поврежденных разделов, восстановление таблицы разделов. Имеет встроенный дисковый редактор, работающий с физическими носителями или их посекторными образами. Программа распространяется в различных редакциях. Free Edition (freeware) содержит основные функции, за исключением возможности восстановления групп файлов и каталогов (можно восстанавливать только до 4000 файлов из одного каталога, не включая вложенные каталоги), Home Edition (shareware) не имеет этого ограничения, Professional Edition (коммерческая) содержит также дополнительные функции для коммерческого использования.

## Возможности
Программа позволяет гибко настраивать параметры работы и вручную редактировать структуру данных на диске, поэтому подойдет скорее для продвинутых пользователей (в отличие от R-Studio, EasyRecovery). Умеет восстанавливать удаленные файлы, а также данные с поврежденных разделов (при повреждении поверхности, форматировании, частичной перезаписи новой информацией), при этом поиск может производиться на самом носителе или на посекторной копии, образе диска. Возможно создание, заливка образов, клонирование дисков (аналогично UNIX-утилите dd), просмотр структуры файлов и каталогов образа. Поддерживаются образы дисков BIN, IMA and IMG. В случае повреждения таблицы разделов возможен поиск и последующее восстановление разделов по boot-секторам, а также ускоренный поиск с учётом особенностей структуры томов FAT и NTFS. Имеется поддержка RAID-массивов (RAID-0, RAID-1, RAID-5, JBOD/Spanned). Встроенный дисковый редактор имеет специфические режимы для работы с таблицами разделов, загрузочными секторами FAT/FAT32/NTFS, каталогами файловых систем FAT (просмотр и редактирование) и NTFS (только просмотр), таблицами кластеров FAT/FAT32, $MFT FILE файловой системы NTFS (только просмотр).

## Операционные системы[4]
- Windows: Win9x, 2000, XP, Vista, 7 , Windows 8.1, Windows 10 — консольная и GUI-версия;
- Linux — консольная версия и GUI-версия;
- DOS — консольная версия;
- MacOS — GUI-версия.

## Поддерживаемые файловые системы
- Microsoft Windows: FAT12, FAT16, FAT32, exFAT, NTFS, NTFS5, ReFS;
- Apple Mac OS: HFS/HFS Plus, HFSX, APFS;
- Linux: ext2, ext3, ext4.

Для файловых систем NTFS, NTFS5 существует возможность работы в режиме записи (копирование, удаление файлов, создание, исправление каталогов) в обход стандартного драйвера NTFS, чтение и восстановление сжатых файлов NTFS.
DMDE поддерживает файловую систему APFS только без шифрования.

## Аналоги
- TestDisk
- WinHex
- DiskEditor из состава Norton Utilities